# Yma Sumac

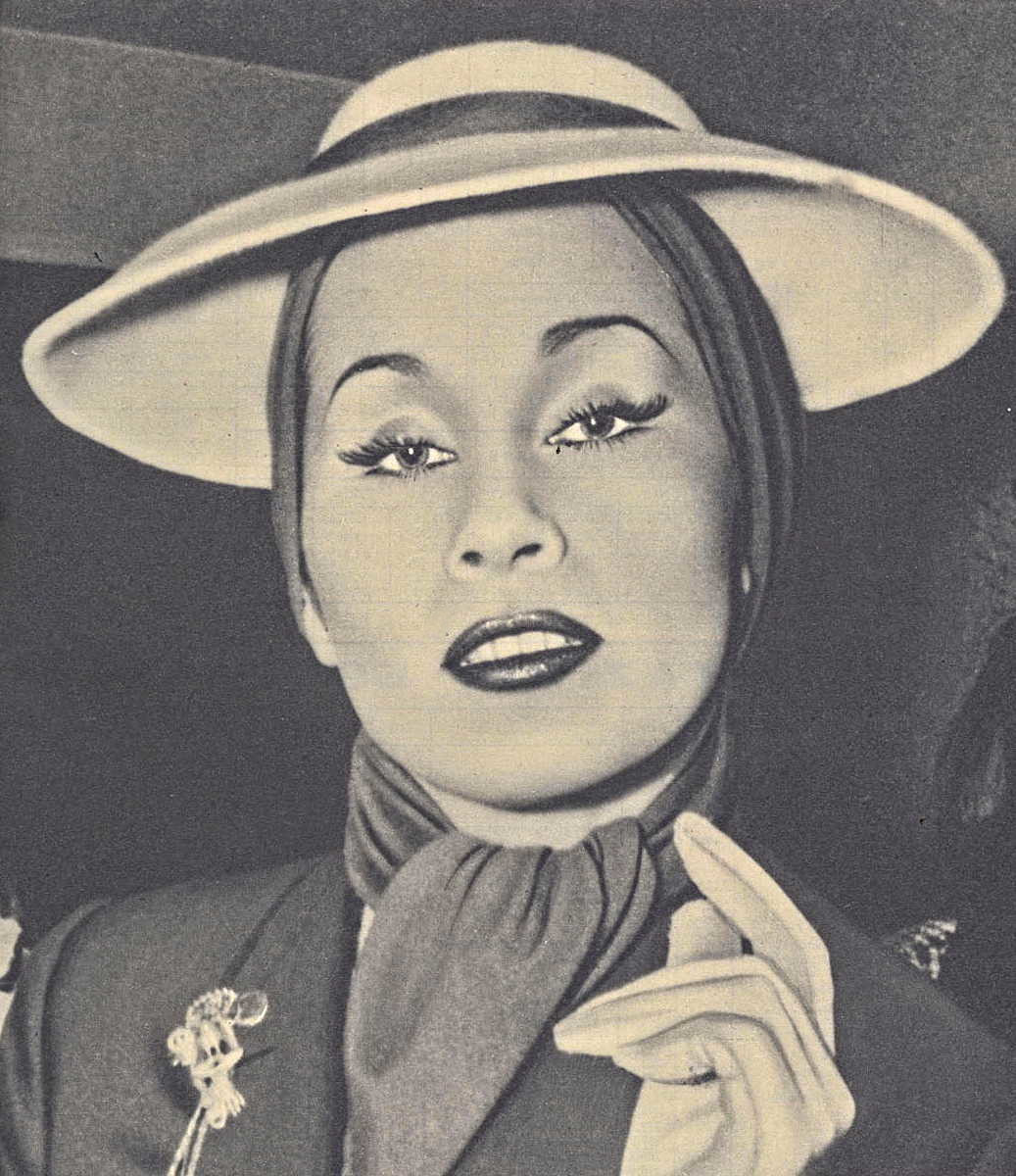
Yma Sumac, 1954

Yma Sumac (* 10. September 1922 in Ichocán, Peru; † 1. November 2008 in Los Angeles, Vereinigte Staaten; Quechua Ima sumaq: „Wie schön“; auch Imma Sumack oder Ima Sumack; bürgerlicher Name Zoila Augusta Emperatriz Chavarri del Castillo) war eine peruanischstämmige Sängerin. Wegen ihrer eindrucksvollen Stimme – sie umfasste mindestens vier Oktaven – wurde sie auch als „Nachtigall der Anden“ oder „peruanischer Singvogel“ bezeichnet.

## Leben und Wirken
Yma Sumac konnte mit ihrer Stimme einen Tonumfang von vier Oktaven abdecken, das heißt, dass sie von tiefen Alt-Noten bis hin zu hohen Pfeifregister-Noten Lieder perfekt intonieren konnte. Als Folkloresängerin der Anden wurde sie in ihrer Heimat entdeckt. Sumac studierte in Lima und trat in Peru live und im Rundfunk auf, außerdem mit der Tanzgruppe Compania Peruana de Arte von Moisés Vivanco, den sie 1942 heiratete. 1943 nahm sie in Argentinien südamerikanische Folklore auf, 1946 mit kleinerem Ensemble, so dem Inca Taky Trio, mit ihrem Mann an der Gitarre und ihrer Cousine Cholita Rivero als Kontra-Altistin.
1954 hatte Sumac eine Rolle in dem Spielfilm Das Geheimnis der Inkas („Secret of the Incas“), 1956 in dem Spielfilm „Sturm über Persien“ (OT: Omar Khayyam). 1992 drehte das deutsche Fernsehen die Dokumentation „Hollywoods Inkaprinzessin“ über Yma Sumac.
1998 wurde ihre Musik Teil eines Spielfilms der Coen-Brüder: The Big Lebowski und der Cirque-du-Soleil-Show Quidam. Im Mai 2006 wurde Sumac der Orden El Sol del Perú verliehen.
Sumac wurde auf dem Hollywood Forever Cemetery bestattet.

## Orden, Ehrungen und Auszeichnungen
Sumac erhielt für ihr musikalisches Schaffen zahlreiche Auszeichnungen, darunter den Orden El Sol del Perú en el grado de Comendador por el Estado peruano (2006).

Am 13. September 2016 wurde ihres 94. Geburtstages von Google mit einem Doodle gedacht.